# Godfried Devreese
Godfried Devreese, né le 22 janvier 1893 à Courtrai et mort le 4 juin 1962 à Ixelles, est un chef d'orchestre, violoniste et compositeur belge.

## Biographie
Il étudie au conservatoire de Bruxelles le violon avec Eugène Ysaÿe et Thomson et la composition avec Gilson et Rasse. Il devient chef de l'orchestre Kurhaus à La Haye et membre de l'Orchestre du Concertgebouw à Amsterdam.